# Etilacetat
Etilacetat je ester etanojske kisline in etanola. Pri normalnih pogojih je v tekočem agregatnem stanju. Uporablja se predvsem kot topilo (npr. za odstranjevanja laka za nohte) in kot sestavina lepila za les, kateremu daje značilen vonj in barvo.
Za uporabo kot topilo se proizvaja v velikih količinah; leta 1985 so ga na Japonskem, v Severni Ameriki in Evropi skupno proizvedli okoli 400.000 ton. Leta 2004 so ga v svetovnem merilu proizvedli po oceni okoli 1.300.000 ton.

## Proizvodnja
Etilacetat se industrijsko sintetizira zlasti s klasično Fischerjevo esterifikacijo etanola in ocetne kisline. Pri sobni temperaturi je izkoristek reakcije okoli 65%.
CH3CH2OH + CH3COOH  ⇌  CH3COOCH2CH3 + H2O
Reakcijo lahko pospešijo s kislinsko katalizacijo. Ravnovesje se lahko pomakne v desno stran z odvzemanje vode.
Industrijsko se acetilacetat pridobiva tudi s Tiščenkovo reakcijo, pri čemer gre reakcijo med dvema ekvivalentoma acetaldehida v prisotnosti alkoksidnega katalizatorja:
2 CH3CHO  →  CH3COOCH2CH3

## Uporaba
Etilacetat se uporablja predvsem kot topilo in razredčilo in ima prednost zaradi svoje nizke cene, nizke toksičnosti in prijetnega vonja. Običajno ga najdemo v odstranjevalcih laka za nohte (kot tudi aceton in acetonitril). Kavna zrna in čajni listi se dekofeinizirajo v tem topilu. Prav tako se ga uporablja v barvah kot aktivator ali trdilec. Etilacetat je prisoten v slaščicah, parfumih in sadju. V parfumih hitro izhlapi, ostane le vonj parfuma na koži.

### Laboratorijska uporaba
V laboratoriju, se mešanice, ki vsebujejo etilacetat običajno uporabljajo v koloni s kromatografijo in ekstrakcijo. Etil acetat je le redko izbran kot reakcija topilu, saj je nagnjen k hidrolizi in transesterifikaciji.
Etil acetat je zelo hlapen in ima nizko vrelišče na 77 °C. Zaradi teh lastnosti, se lahko odstrani iz vzorcev s segrevanjem v vroči vodni kopeli in zagotavlja prezračevanje s stisnjenim zrakom.

### Pojav v vinih
Etil acetat je najpogostejši ester v vinu, ki je produkt najpogostejše hlapne organske kisline - ocetne kisline, in etilnega alkohola, ki nastane med fermentacijo. Aroma etilnega acetata je najbolj opazna pri mladih vinih in prispeva k splošnemu dojemanju "sadnosti" v vinu. Občutljivost se razlikuje, saj ima večina ljudi, ki prag zaznave okoli 120 mg/L. Prekomerna količina etil acetata se šteje kot vinska napaka. Izpostavljenost kisiku lahko še poslabša to napako zaradi oksidacije etanola v acetaldehid, ki pusti vinu z oster kisel okus.

### Entomološko sredstvo
Na področju entomologije je etil acetat učinkovit ubijalec insektov, ki jih potrebujejo pri študijah ali zbiranju insektov. V kozarcu, kjer je prisoten etilacetat, bodo hlapi ubili zbrane (po navadi odrasle) žuželke hitro, ne da bi jih uničil. Ker ni higroskopičen, etilacetat ohrani žuželke dovolj mehke, da se omogoči pravilna namestitev primerna za zbirko.

## Reakcije
Etilni acetat se lahko hidrolizira v kislih ali osnovnih pogojih za ponovno pridobitev ocetne kisline in etanola.
V laboratoriju, zgolj ponazoritveno, etil estri so običajno hidrolizirajo  v dveh fazah začenši s stehiometrično količino močne baze, kot so natrijev hidroksid. Ta reakcija daje etanol in natrijev acetat, ki je reaktiven proti etanolu:
CH3CO2C2H5 + NaOH  →  C2H5OH + CH3CO2Na
Stopnja konstante je 0,111 L / mol*s pri 25 °C.

## Varnost
Povprečni smrtni odmerek za podgane je 11,3 g/kg, kar kaže na nizko toksičnost.